# Johnny Claes
Johnny Claes, belgijski dirkač Formule 1, * 11. avgust 1916, London, Anglija, Združeno kraljestvo, † 3. februar 1956, Bruselj, Belgija.

## Življenjepis
V letih 1950 in 1951 je zmagal na neprvenstveni dirki Velika nagrada Frontieresa. V Formuli 1 je med sezonama 1950 in 1955 nastopil na petindvajsetih dirkah, toda nikoli se mu ni uspelo uvrstiti med dobitnike točk. Leta 1956 je umrl za tuberkulozo.

## Popolni rezultati Formule 1
(legenda) (odebeljene dirke pomenijo najboljši štartni položaj, poševne pa najhitrejši krog, †-uvrščen kljub odstopu)
| Leto | Moštvo                    | Šasija              | Motor            | 1      | 2     | 3       | 4       | 5      | 6       | 7       | 8       | 9       | Prv | Toč |
| ---- | ------------------------- | ------------------- | ---------------- | ------ | ----- | ------- | ------- | ------ | ------- | ------- | ------- | ------- | --- | --- |
| 1950 | Ecurie Belge              | Talbot-Lago T26C    | Talbot L6        | VB 11  | MON 7 | 500     | ŠVI 10  | BEL 8  | FRA Ret | ITA Ret |         |         | -   | 0   |
| 1951 | Ecurie Belge              | Talbot-Lago T26C-DA | Talbot L6        | ŠVI 13 | 500   | BEL 7   | FRA Ret | VB 13  | NEM 11  | ITA Ret | ŠPA Ret |         | -   | 0   |
| 1952 | Equipe Gordini            | Gordini T16         | Gordini L6       | ŠVI    | 500   | BEL 8   |         |        |         |         |         |         | -   | 0   |
| 1952 | Ecurie Belge              | Simca-Gordini T15   | Simca-Gordini L4 |        |       |         | FRA Ret | VB 14  |         |         |         |         | -   | 0   |
| 1952 | HW Motors                 | HWM 52              | Alta L4          |        |       |         |         |        | NEM 10  | NIZ     |         |         | -   | 0   |
| 1952 | Vicomtesse de Walckiers   | Simca-Gordini T15   | Simca-Gordini L4 |        |       |         |         |        |         |         | ITA DNQ |         | -   | 0   |
| 1953 | Ecurie Belge              | Connaught Type A    | Lea-Francis L4   | ARG    | 500   | NIZ Ret |         | FRA 12 | VB      | NEM Ret | ŠVI     | ITA Ret | -   | 0   |
| 1953 | Officine Alfieri Maserati | Maserati A6GCM      | Maserati L6      |        |       |         | BEL Ret |        |         |         |         |         | -   | 0   |
| 1955 | Stirling Moss Ltd.        | Maserati 250F       | Maserati L6      | ARG    | MON   | 500     | BEL DNS |        |         |         |         |         | -   | 0   |
| 1955 | Equipe Nationale Belge    | Ferrari 500         | Ferrari L4       |        |       |         |         | NIZ 11 | VB      | ITA     |         |         | -   | 0   |